# Матч за звання чемпіона світу із шахів 1910 (Ласкер-Яновський)
Десятий чемпіонат світу з шахів був проведений у Берліні з 8 листопада по 8 грудня 1910 року. Чинний чемпіон Емануель Ласкер переміг предентента Давида Яновського з рахунком 9½ — 1½ і зберіг свій титул.

## Результати
Перший гравець, що вигравав вісім ігор, ставав чемпіоном світу.
|                             | 1 | 2 | 3 | 4 | 5 | 6 | 7 | 8 | 9 | 10 | 11 | Перемоги | Рахунок |
| --------------------------- | - | - | - | - | - | - | - | - | - | -- | -- | -------- | ------- |
| Емануель Ласкер (Німеччина) | 1 | ½ | ½ | 1 | 1 | ½ | 1 | 1 | 1 | 1  | 1  | 8        | 9½      |
| Давид Яновський (Франція)   | 0 | ½ | ½ | 0 | 0 | ½ | 0 | 0 | 0 | 0  | 0  | 0        | 1½      |